# Relació euclidiana
En matemàtiques, les relacions euclidianes són una classe de relacions binàries que formalitzen l'Axioma 1 dels Elements d'Euclides: "Les magnituds que són iguals a la mateixa són iguals entre si".

## Definició

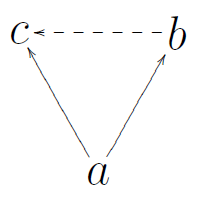
Propietat euclidiana per la dreta: les fletxes sòlides i discontinues indiquen antecedents i conseqüents, respectivament.

Una relació binària {\displaystyle R} en un conjunt {\displaystyle X} és euclidiana (de vegades anomenada euclidiana per la dreta) si compleix el següent: per a cada {\displaystyle a}, {\displaystyle b}, {\displaystyle c} en {\displaystyle X}, si {\displaystyle a} està relacionada amb {\displaystyle b} i {\displaystyle c}, aleshores {\displaystyle b} està relacionada amb {\displaystyle c}. En termes de la lògica de predicats:
{\displaystyle \forall a,b,c\in X\,(a\,R\,b\land a\,R\,c\to b\,R\,c).}
Dualment, una relació {\displaystyle R} en un conjunt {\displaystyle X} és euclidiana per l'esquerra si per a cada {\displaystyle a}, {\displaystyle b}, {\displaystyle c} en {\displaystyle X}, si {\displaystyle b} està relacionada amb {\displaystyle a} i {\displaystyle c} està relacionada amb {\displaystyle a}, aleshores {\displaystyle b} està relacionada amb {\displaystyle c}. Formalment:

## Propietats
1. Degut a la commutativitat de {\displaystyle \land } en la definició de l'antecedent, {\displaystyle aRb\land aRc} també implica {\displaystyle bRc\land cRb} quan {\displaystyle R} és euclidiana per la dreta. De forma similar, {\displaystyle bRa\land cRa} implica {\displaystyle bRc\land cRb} quan {\displaystyle R} és euclidiana per l'esquerra.
2. La propietat de ser euclidiana és diferent de la transitivitat. Per exemple, {\displaystyle \leq } és transitiva, però no euclidiana per la dreta, mentre que {\displaystyle xRy} definida com {\displaystyle 0\leq x\leq y+1\leq 2} no és transitiva, però és euclidiana per la dreta en els nombres naturals.
3. Transitivitat, euclidianitat per la dreta, i euclidianitat per l'esquerra coincideixen en relacions simètriques. Tanmateix, una relació no simètrica pot ser també transitiva i euclidiana per la dreta a la vegada, per exemple, {\displaystyle xRy} definida per {\displaystyle y=0}.
4. Una relació que és a la vegada euclidiana per la dreta i reflexiva és també simètrica i per tant una relació d'equivalència. De forma similar, tota relació euclidiana per l'esquerra i reflexiva és d'equivalència.
5. El rang d'una relació euclidiana per la dreta és sempre un subconjunt del seu domini. La restricció d'una relació euclidiana per la dreta al seu rang és sempre reflexiva, i per tant una relació d'equivalència. De forma similar, el domini d'una relació euclidiana per l'esquerra és un subconjunt del seu rang, i la restricció d'una relació euclidiana per l'esquerra al seu domini és una relació d'equivalència.
6. Una relació {\displaystyle R} és a la vegada euclidiana per la dreta i per l'esquerra si i només si el domini i el rang de {\displaystyle R} coincideixen, i {\displaystyle R} és una relació d'equivalència.
7. Qualsevol relació euclidiana per la dreta o per l'esquerra és sempre quasitransitiva.
8. Una relació total i euclidiana per la dreta és sempre transitiva; i per tant també és euclidiana per l'esquerra.
9. Si {\displaystyle X} té almenys 3 elements, una relació total i euclidana per la dreta o per l'esquerra {\displaystyle R} en {\displaystyle X} no pot ser antisimètrica. En el conjunt de dos elements {\displaystyle X=\{0,1\}}, per exemple la relació {\displaystyle xRy} definida per {\displaystyle y=1} és total, euclidiana per la dreta, i antisimètrica, i la relació {\displaystyle xRy} definida per {\displaystyle x=1} és total, euclidiana per l'esquerra, i antisimètrica.
10. Una relació {\displaystyle R} en un conjunt {\displaystyle X} és euclidiana per la dreta si i només si la restricció de {\displaystyle R} al seu rang és una relació d'equivalència i per a tota {\displaystyle x} en el rang de {\displaystyle R}, tots els elements amb els que {\displaystyle x} està relacionada a través de {\displaystyle R} són equivalents. De forma similar, {\displaystyle R} és euclidiana per l'esquerra si i només si la restricció de {\displaystyle R} al seu domini és una relació d'equivalència i per a tota {\displaystyle x} en el domini de {\displaystyle R}, tots els elements relacionats amb {\displaystyle x} a través de {\displaystyle R} són equivalents.